# Indotritia partita
Indotritia partita är en kvalsterart som beskrevs av Wojciech Niedbała 2006. Indotritia partita ingår i släktet Indotritia och familjen Oribotritiidae. Inga underarter finns listade i Catalogue of Life.